# Vallica
Vallica település Franciaországban, Haute-Corse megyében. Lakosainak száma 28 fő (2022. január 1.). Vallica Olmi-Cappella, Asco, Castifao és Moltifao községekkel határos.

## Népesség
A település népessége az elmúlt években az alábbi módon változott:
| Lakosok száma | 66   | 45   | 41   | 39   | 23   | 25   | 26   | 28   | 28   | 28   |
|               | 1968 | 1982 | 1990 | 2006 | 2013 | 2015 | 2017 | 2019 | 2020 | 2022 |